# Mabuyinae
Die Mabuyinae sind eine Unterfamilie der Skinke (Scincidae). Einzige europäische Art der Unterfamilie ist die auf Rhodos vorkommende Goldmabuye (Trachylepis auratus).

## Merkmale
Diagnostische Merkmale der Mabuyinae sind (in den meisten Arten) neun Zähne auf der Prämaxillare, eine durch überlappende und miteinander zusammengewachsene Unterkieferknochen völlig geschlossene Meckelsche Furche (eine Öffnung in der mittleren (inneren) Oberfläche des Unterkiefers, von der der Meckelsche Knorpel ausgeht). Die beiden Teile des paarigen Scheitelbeins (Os parietale) berühren einander hinter der Interparietale. Das Scheitelbein wird entlang seiner hinteren Seitenränder durch die oberen, sekundären Schläfenbeinknochen und eine quer vergrößerte Nuchale begrenzt. Die äußeren Präanalschuppen überlappen die inneren, die Schuppen auf der Oberseite des vierten Zeh sind in einer oder mehreren Reihe angeordnet. Die Iris ist heller als die Pupille. Der Hemipenis besteht aus einer kurzen, säulenartigen Basis und einer knollenförmigen Spitze.

## Systematik
Zu den Mabuyinae gehören 190 Arten, die folgenden Gattungen zugeordnet werden::
- Alinea Hedges & Conn, 2012
- Aspronema Hedges & Conn, 2012
- Brasiliscincus Hedges & Conn, 2012
- Capitellum Hedges & Conn, 2012
- Chioninia Gray, JE, 1845
- Copeoglossum Tschudi, 1845
- Dasia Gray, JE, 1839
- Eumecia Bocage, 1870
- Eutropis Fitzinger, 1843
- Exila Hedges & Conn, 2012
- Heremites Gray, JE, 1845
- Mabuya Fitzinger, 1826
- Manciola Hedges & Conn, 2012
- Maracaiba Hedges & Conn, 2012
- Marisora Hedges & Conn, 2012
- Notomabuya Hedges & Conn, 2012
- Orosaura Hedges & Conn, 2012
- Panopa Hedges & Conn, 2012
- Psychosaura Hedges & Conn, 2012
- Spondylurus Fitzinger, 1826
- Toenayar Karin et al., 2016
- Trachylepis Fitzinger, 1843
- Varzea Hedges & Conn, 2012
- Vietnascincus Darevsky & Orlov, 1994

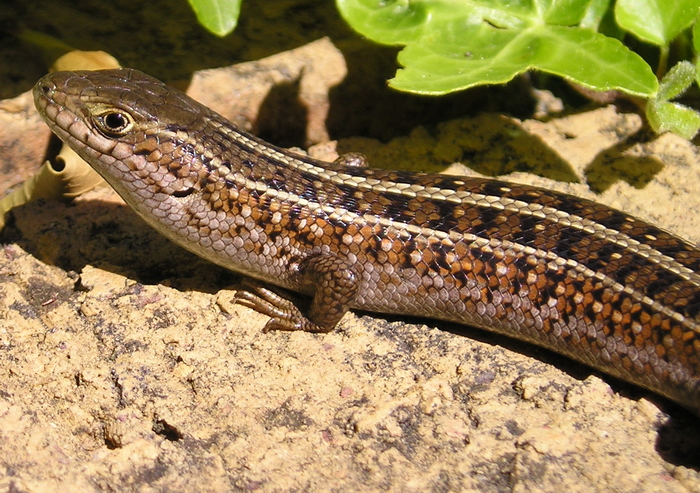
Trachylepis capensis

Die Unterfamilie Mabuyinae wurde 1952 durch den Herpetologen Myron Budd Mittleman aufgestellt. 2014 schlug der Herpetologe S. Blair Hedges vor, der Gruppe den Rang einer Familie (Mabuyidae) zu geben und sie wiederum in Unterfamilien zu unterteilen (Chioniniinae für Chioninia), Dasiinae (für die asiatischen Mabuya und Dasia), Trachylepidinae (für die afrikanischen Mabuya und Trachylepis) und Mabuyinae für den Rest.